# Lista de gurus siques

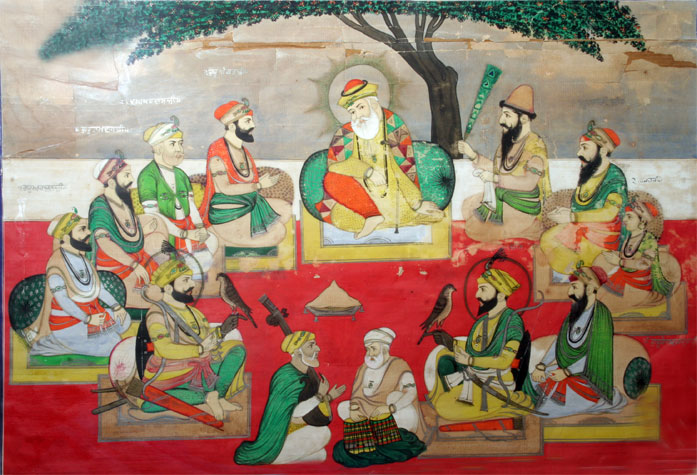
Guru Nanak com os outros nove Gurus. Bhai Puran Singh.

Esta é a lista de gurus siques, ao longo dos quais a religião sique foi estabelecida ao longo dos séculos, iniciando-se em 1469. Guru Nanak foi o primeiro Guru e subsequentemente cada Guru, sucessivamente, foi referido como "Nanak", e como "Luz", fazendo suas revelações equivalentes nas escrituras sagradas. Todos os gurus autointitularam-se "Nanak" enquanto fizeram suas revelações espirituais.
Há um total de 11 Gurus: 10 gurus humanos e o 11º, o corrente e eterno Guru sique, a escritura conhecida como Guru Granth Sahib. O décimo guru, Guru Gobind Singh, concedeu a condição de guru para todo o sempre para o Guru Granth Sahib.

## Os Gurus[2]
| #  | Nome              | Nascimento             | Tornou-se guru em      | Morte                             | Tempo como Guru             | Resumo biográfico |
| -- | ----------------- | ---------------------- | ---------------------- | --------------------------------- | --------------------------- | --- |
| 1  | Guru Nanak        | 15 de abril de 1469    | —                      | 22 de setembro de 1539 (70 anos)  | 70 anos, 5 meses e 7 dias   | * Fundador do Siquismo; * Revelações espirituais registradas em 974 hinos do Guru Granth Sahib; * Rejeitou a autoridade dos Vedas; * Pregou a nova concepção de Deus como Supremo, Universal, Todo-poderoso e Verdadeiro, sem forma, sem temor, sem ódio, autoexistente, Criador eterno de tudo e como a eterna e absoluta Verdade; * Criticou a estrutura do sistema de castas, promovendo a igualdade de todos; * Enfatizou a igualdade feminina; *Rejeitou o caminho da renúncia ascética; enfatizou o caminho da família; * Condenou a teocracia do imperador Mughal Babar; * Criou a instituição sique do Guru ka Langar * Realizou quatro grandes jornadas, viajando por lugares tão distantes quanto Haridwar, Varanasi, Tibete, Srinagar, Lahore, Meca, Medina, Bagdá, Síria, Turquia, Cabul, Kandahar, etc.; * Faleceu de causas naturais. |
| 2  | Guru Angad        | 31 de março de 1504    | 7 de setembro de 1539  | 29 de março de 1552 (47 anos)     | 12 anos, 6 meses e 22 dias  | *Revelações espirituais registradas em 63 saloks (estrofes) no Guru Granth Sahib; *Estabeleceu novas instituições religiosas para fortalecer a base da religião sique; * Padronizou e popularizou o uso da escrita Gurmukhi; * Abriu muitas novas escolas; * Iniciou a tradição do Mall Akhara para o desenvolvimento físico e espiritual; * Popularizou e expandiu a instituição do Guru ka Langar; * Faleceu de causas naturais. |
| 3  | Guru Amar Das     | 5 de maio de 1479      | 26 de março de 1552    | 1 de setembro de 1574 (95 anos)   | 22 anos, 5 meses e 6 dias   | * 869 versos incluindo Anand Sahib no Guru Granth Sahib; * Estabeleceu os sistemas de Manji e Piri de missões religiosas para homens e mulheres, respectivamente; * Fortaleceu o sistema de Langar (cozinha comunitária); * Pregou contra a tradição hindu de Sati e defendeu a possibilidade de recasamento das viúvas; * Pediu às mulheres para deixarem de usar véus; * Solicitou a Akbar a remoção da taxa de peregrinação para os não muçulmanos ao cruzar os rios Yamuna e Ganges; * Faleceu de causas naturais. |
| 4  | Guru Ram Das      | 24 de setembro de 1534 | 1 de setembro de 1574  | 1 de setembro de 1581 (46 anos)   | 7 anos                      | * Compôs 638 hinos em 30 ragas no Guru Granth Sahib, que incluem 246 Padei, 138 Saloks, 31 Ashtpadis e 8 Vars; * Compôs quatro estrofes do Anand Karaj, um código de casamento distinto para os siques, separado da ortodoxia e da tradição do sistema vedi dos hindus; * Lançou a pedra fundamental de Chak Ramdas - ou Ramdas Pur - hoje conhecida como Amritsar, na Índia; * Criticou duramente as superstições, o sistema de castas e as peregrinações; * Faleceu de causas naturais. |
| 5  | Guru Arjan        | 15 de abril de 1563    | 1 de setembro de 1581  | 30 de maio de 1606 (43 anos)      | 24 anos, 8 meses e 29 dias  | * Compilou o Guru Granth Sahib e o colocou no Sri Harmandir Sahib em Bhadon Sudi em 1 Samvat 1661 (agosto/setembro de 1604), um evento fundamental da história sique; * Contribuiu com 2 000 para o Guru Granth Sahib; * Fundou a cidade de Tarn Taran Sahib, próxima a Goindwal Sahib; * Construiu um leprosário; * Foi torturado e executado por ordem do imperador mughal Jahangir; * Saudado como o primeiro mártir da religião sique e como Shaheedan-de-Sartaj (A coroa dos mártires). |
| 6  | Guru Har Gobind   | 19 de junho de 1595    | 25 de maio de 1606     | 28 de fevereiro de 1644 (48 anos) | 10 anos, 11 meses e 6 dias  | * Instituiu a prática de manter uma legião armada de guerreiros-santos siques; * Guerreou contra os governantes mughal Jahangir e Shah Jahan; * Faleceu de causas naturais. |
| 7  | Guru Har Rai      | 16 de janeiro de 1630  | 3 de março de 1644     | 6 de outubro de 1661 (31 anos)    | 17 anos, 7 meses e 3 dias   | * Protegeu Dara Shikoh; * Perseguido por Aurangzeb, sob acusações de blasfêmia anti-islâmica em face de Guru Ji e dos versos siques do Guru Granth Sahib; * Faleceu de causas naturais. |
| 8  | Guru Har Krishan  | 7 de julho de 1656     | 6 de outubro de 1661   | 30 de março de 1664 (7 anos)      | 2 anos, 5 meses e 24 dias   | * Levado à força para Délhi, a capital imperial de Aurangzeb sob várias acusações; * Faleceu aos sete anos com varíola, contraída enquanto tratava dos doentes durante uma epidemia. |
| 9  | Guru Tegh Bahadur | 1 de abril de 1621     | 20 de março de 1665    | 11 de novembro de 1675 (54 anos)  | 10 anos, 7 meses e 22 dias  | * Opôs-se às conversões forçadas de pandits hindus pelos muçulmanos; * Foi subsequentemente perseguido, preso, torturado e executado sob as ordens do imperador Mughal Aurangzeb; * Contribuiu com muitos hinos (shlokas) para o Guru Granth Sahib; * Espalhou o siquismo até Bihar e Assam. |
| 10 | Guru Gobind Singh | 22 de dezembro de 1666 | 11 de novembro de 1675 | 7 de outubro de 1708 (41 anos)    | 32 anos, 10 meses e 26 dias | * Fundador da Khalsa em 1699; * Último guru sique em forma humana; * Passou a condição de Guru Sique ao Guru Granth Sahib; * Faleceu de complicações decorrentes das facadas que levou de assassinos Pashtuns enviados pelo governante mongol Wazir Khan; |
| 11 | Guru Granth Sahib | —                      | 7 de outubro de 1708   | —                                 | 316 anos, 5 meses e 7 dias  | *Final e último, eterno e vivente Guru. |